# Marie-Élaine Thibert (альбом)
Marie-Élaine Thibert — дебютный альбом квебекской певицы Мари-Элен Тибер, выпущенный 30 марта 2004 компанией Musicor Records.

## Список композиций
| №   | Название                                    | Длительность |
| --- | ------------------------------------------- | ------------ |
| 1.  | «Dans chacun de mes silences»               | 3:28         |
| 2.  | «Encore une fois» (Дуэт с Бумом Дежарденом) | 4:40         |
| 3.  | «Le ciel est à moi»                         | 4:35         |
| 4.  | «Une force en toi»                          | 3:44         |
| 5.  | «Aller plus haut»                           | 3:52         |
| 6.  | «Fille de ville»                            | 3:24         |
| 7.  | «Je te le jure»                             | 3:33         |
| 8.  | «La quête»                                  | 3:02         |
| 9.  | «Il était une fois des gens heureux»        | 3:04         |
| 10. | «La paix»                                   | 4:45         |
| 11. | «Quand on n'a que l'amour»                  | 3:35         |
| 12. | «J'veux»                                    | 4:43         |
| 13. | «That's it that's all»                      | 3:32         |
| 14. | «L'amitié»                                  | 2:57         |
| 15. | «Le tour de l'Île»                          | 5:02         |
| 16. | «Tout le temps»                             | 1:12         |

## Альбом
Через год после окончания первого сезона квебекского музыкального реального шоу Star Académie и успеха диска Star Académie 2003 Мари-Элен Тибер выпустила первый сольный альбом.
Среди авторов песен были Стефан Вен, Роже Табра, Дж. Каплер (Робер Гольдман) и один из кумиров её юности, Марио Пельша, предложивший для альбома несколько текстов. Бум Дежарден специально написал для Тибер дуэт Encore une fois. Кроме этого, в состав альбома вошли две песни Жака Бреля: La quête, с которой певица выступала на телевидении, и Quand on n'a que l'amour, исполненная в 2003 году дуэтом с Селин Дион в Лас-Вегасе.
Альбом имел большой успех в Квебеке, где разошёлся тиражом более 300 000 копий и стал трижды платиновым, причём 66 000 копий были проданы в первую неделю. В течение двух недель он занимал первую позицию в национальном топ-листе. В октябре Тибер начала концертный тур по провинции, состоявший из ста выступлений, проходивших с аншлагом.
В 2004 году Marie-Élaine Thibert получил премию Феликс в категории лучших продаж, а сама певица в 2004 и 2005 годах была признана исполнительницей года.
В апреле 2005 диск был награждён премией Джуно как франкофонный альбом года, а сама певица номинировалась в категории фан-выбор Джуно.